# جيم بارسنز
جيمز بارسنز أو جيم بارسنز (بالإنجليزية: Jim Parsons)‏ هو ممثل سينمائي وتلفزيوني أمريكي من مواليد 24 مارس 1973، معروف بشكل خاص في دور شيلدون كوبر في مسلسل نظرية الانفجار العظيم.

## طفولته وحياته الشخصية
ولد بارسنز وترعرع في هيوستن، تكساس، البكر ما بين ولدين. بعد لعب دور عصفور الكولا-كولا في إنتاج مدرسي لـ«ولد الفيل» عن عمر ست سنوات، صمم بارسنز أن يصير ممثلًا.

## أفلامه
- الوطن 2015
- أرقام مخفية 2016

## روابط خارجية
- جيم بارسنز على موقع IMDb (الإنجليزية)
- جيم بارسنز على موقع روتن توميتوز (الإنجليزية)
- جيم بارسنز على موقع ألو سيني (الفرنسية)
- جيم بارسنز على موقع ميوزك برينز (الإنجليزية)
- جيم بارسنز على موقع تيرنر كلاسيك موفيز (الإنجليزية)
- جيم بارسنز على موقع أول موفي (الإنجليزية)
- جيم بارسنز على موقع قاعدة بيانات برودواي على الإنترنت (الإنجليزية)
- جيم بارسنز على موقع قاعدة بيانات الأفلام السويدية (السويدية)
- جيم بارسنز على موقع إن إن دي بي (الإنجليزية)
- جيم بارسنز على موقع قاعدة بيانات الفيلم (الإنجليزية)